# Chocimi csata (1673)
Az chocimi csata (1673) a lengyel–litván seregnek a törökök felett aratott győzelme, a besszarábiai Chocim váránál, mely ma Ukrajnában áll, neve Hotin. Az ütközet 1673. november 9–11. között zajlott le, ezalatt a számban majdnem azonos török sereg csaknem teljesen megsemmisült. Ugyanezen a helyen diadalmaskodtak több mint ötven évvel ezelőtt a lengyelek a szultáni főhaderőn, s később is még egy jelentős győzelmet arattak. A lengyel hadak vezérei Sobieski János lengyel és Michał Kazimierz Radziwiłł litvániai nagyhetman.

A győzelem után Sobieskit III. János néven lengyel királlyá választotta a Szejm.

## Előzmények
A társadalmilag és politikailag is rendkívül instabil Lengyel–Litván Unió 1648-tól a megállíthatatlan hanyatlás útjára lépett. Négy háborút harcolt végig, az elsőben a kozákokkal és a felkelt Ukrajnával kellett szembenéznie, akihez csatlakozott a krími kán. A Bohdan Hmelnickij vezette kozák-ukrán-tatár sereg, s a hozzájuk csatlakozott török önkéntesekkel és zsoldosokkal csapásokat mértek jobban felszerelt, képzettebb, ütőképesebb lengyel haderőkre. A Szejmben feszülő ellentétek még az egyes frakciók részéről is lázadásokat eredményeztek, mely tovább apasztotta a hatalmas, de elmaradt belső berendezkedésű ország erejét.

Ezt követően az orosz, majd a svéd terjeszkedéssel szemben is harcolnia kellett az országnak. A háborúkban a lakosság nagy véráldozatokat szenvedett és a gazdaságra is komoly károkat mért az elhúzódó konfliktus. Bár a lengyeleket mindig megmentette a külföldi hatalmak gyors reagálása, akik nem voltak hajlandóak tétlenül nézni, hogy a svédek csak úgy behatoljanak közép-európai területre. A külföldi, többek régi ellenségeik a kozákok és a tatárok támogatásával a lengyelek az utolsó pillanatokban kiharcolták a győzelmet.
A lengyel király az orosz cár javára lemondott a bal partinak nevezett Kelet-Ukrajnáról, orosz és fehérorosz területei egy részéről. A nyugati fele egészen Lengyelország első felosztásáig lengyel kézben maradt, de az ottani kozák hetmanok nem akarták elismerni a lengyel király fennhatóságát és folytonosan felkeltek. A sorozatos lázadásoknak változóak voltak a programjaik, hol teljes függetlenséget, hol az orosz fennhatóság elismertetését akarták Ukrajnában.
Petro Dorosenko hetman egy időre a lengyelek mellé állt és remény látszott a rebellis tartományban megszilárdítani a lengyel uralmat, mert Lengyelország-Litvániának ekkora már alig volt ereje, hogy katonai erőt vessen be.
Dorosenko idővel elpártolt és olyan elképzelés fogant meg benne, hogy Ukrajnát meghódoltatja IV. Mehmed szultánnak, s mint annak hűbérese fog uralkodni az országban. Ettől kezdve az Oszmán Birodalom Ukrajna teljes területét saját részének tekintette, és követelte az átadását mind a lengyel királytól, mind az orosz cártól. Mivel egyik fél sem volt erre hajlandó, ezért a törökök már az 1660-as évektől tudatosan készültek az Oroszország és Lengyelország elleni háborúra.
1669-ben még dúlt a háború a kozákokkal és a tatárokkal, amikor Szejmben pártszakadás állt be a királyválasztás kapcsán. A török fenyegetés egyre erősödött és kevesen, köztük Sobieski János, ismerték fel, hogy fel kell készülni a védekezésre. Sobieski jó ismerője volt a török birodalmi politikának és az ukrajnai helyzetnek, ezért lázasan igyekezett megszervezni a török-elleni védekezést. Igyekezett minél több kozákot visszaállítani maga mellé és a Lengyelországba letelepült tatárokat (ún. lipekeket és cseremiszeket) is a hadseregbe beépíteni.
A szejm végül megválasztotta az új királyt, Wiśniowiecki Mihály személyében, aki viszont kifejezetten tehetetlen, rossz uralkodó volt. A lengyel katonai erő továbbra is csökkent, mert a lipek és cseremisz tatárok többsége átállt a török és a tatár seregbe. A tatár határ mögé húzódott csoportjaik sorozatos támadást intéztek a lengyel és ukrán területek ellen.
Dorosenko 1672-ben segítséget kért a törököktől a lengyelek ellen, amit Mehmed késedelem nélkül megadott.
1672-ben be is futott a hadüzenet a Szejmbe és megkezdődött a lengyel–török háború. Egyetlen katonai erő, ami az ország rendelkezésére állt, az a Mihajlko Csanenko vezette lengyel-párti kozákok voltak, aki kemény harcokat folytattak az Ukrajnába benyomult tatárok ellen.
Drinápoly alatt összegyűlt ruméliai és anatóliai erők élére Köprülü Ahmed nagyvezír, és Mehmed szultán állt. A Lengyelország felé vezető úton csatlakozott hozzá a két román fejedelem serege is.
Sobieski sikertelenül igyekezett lecsillapítani a pártviszályokat és hatalmas energiát ölt a védelem megszervezésébe. Mivel az országnak az adott helyzetben nem volt megfelelő katonai ereje, ezért várháborúval kellett, hogy védekezzék. Ennek megfelelően a védekezés helyéül a podóliai Kamienecet tették meg (ma Kamjanec-Pogyilszkij, Ukrajna). Oda vontak össze kb. 1500 főnyi őrséget, mely nagyobbrészt inkább ukránokból állt. A várat ellátták hosszú időre elegendő puskaporral és élelemmel. Ráadásul a vár egy magas sziklatetőn állt, mely tovább nehezítette az ostromot.
A megérkező török-tatár-román-kozák sereggel szemben eleinte Kamienec felvette a harcot, de az ostrom rövid volt, mert augusztus 27-én a többi várparancsnok megállapodást írt alá a szultánnal a vár átadásáról. A Buczaczban aláírt egyezmény értelmében Podólia délnyugat-ukrán országrészek közvetlen török uralom alá, míg Ukrajna többi része török függőségbe került Dorosenkóval az élen, a román és erdélyi uralkodókhoz hasonló alávetettséggel.
Egy évvel később Sobieski Jánosnak végre sikerült némileg lecsendesítenie a viszálykodókat és egy zászló alá terelte még régi ellenségeit is, meggyőzve őket a török elleni háború előbbre valóságáról. Eltökélte, hogy kiűzi a törököket Podóliából és Ukrajnából, s állandó portyázásokkal zaklatta a törököket és a tatárokat.
Idővel újabb kozák csoportokat sikerült maga mellé állítani és 1673-ban megkezdte az elvesztett területek visszavételét.

## A csata
1673 telének közeledtével nem mozgósíthatott nagyobb haderőt az Oszmán Birodalom, Sobieski pedig ezt az időt tette a török haderő megtámadására. Csapataival behatolt Besszarábiába és Chocim alá vonult, hogy ott támadja meg az ellene eléggé lassan vonuló számbelileg majdnem azonos török sereget.

### A szembenálló erők

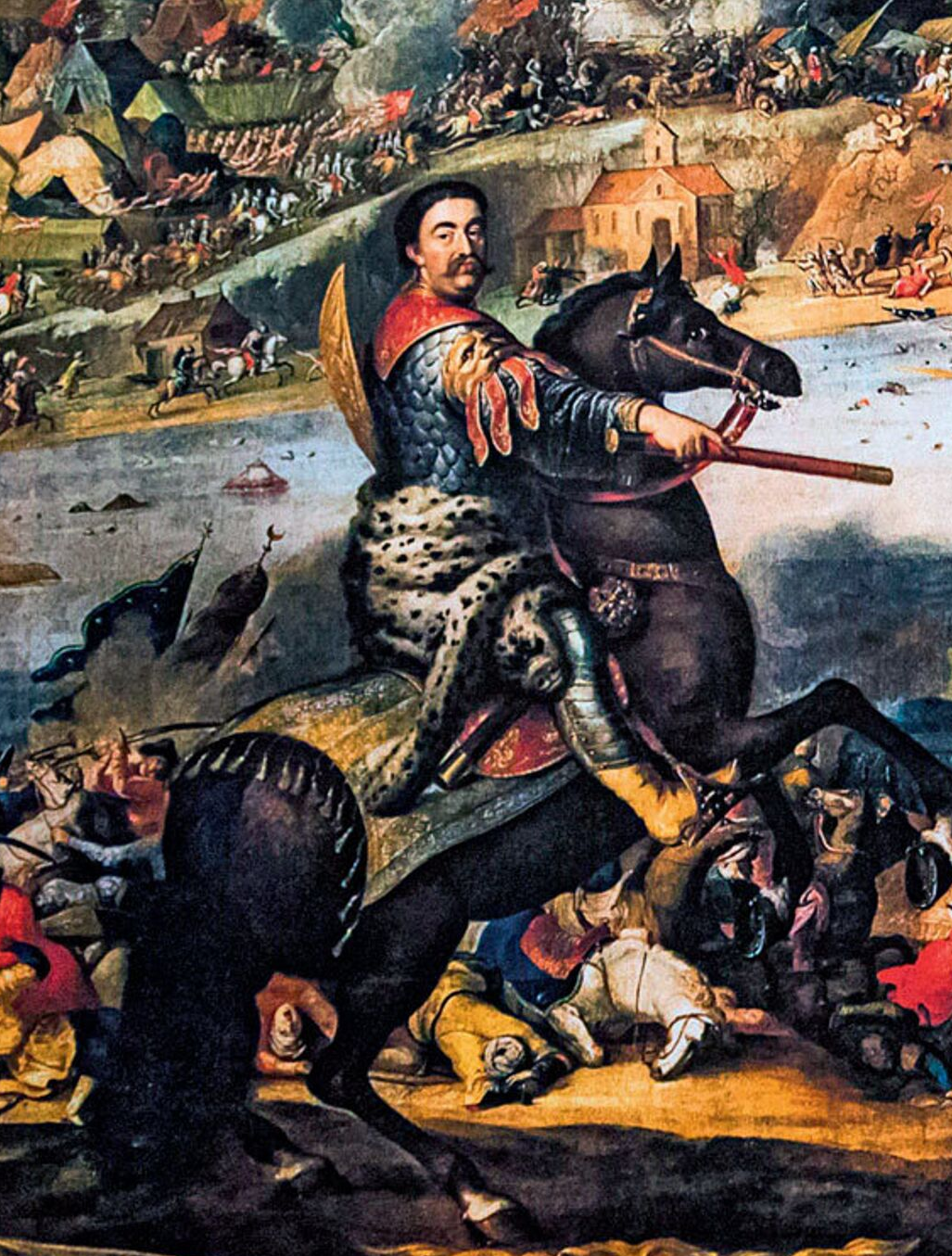
Sobieski János a chocimi csatában.

Sobieski nagyjából 15 ezer fős lengyel serege, amit erősítettek Franciaországból és Németországból érkezett segédhadak, kiegészült Michał Kazimierz Radziwiłł litván hetman kb. 12 ezer főnyi seregével (10 ezer lovas, kétezer gyalogos) és körülbelül 4 vagy 5 ezer kozák és ukrán lovassal, valamint gyalogossal. A fő ütőerőt a lovasság képezte, ami méltó ellenfélnek bizonyult a villámgyorsan és pusztítóan támadó török lovassággal szemben. A seregnek nagyjából több mint a felét tették lovasok. A lengyel huszárság mellett, a páncélt nem viselő kozákok is komoly harci értékű katonaságnak számítottak. A tüzérség 120 ágyúból állt.
A törökök sereg száma nem volt nagyobb Sobieskiénél, úgy 40 ezer katonából, valamint 1000-2000 renegát kozákból állt. Segédcsapatként mint hagyományosan tatárok álltak. A krími tatárok mint sztyeppei éghajlaton élő emberek sokkal jobban bírták a kelet-európai telet mint a törökök, emiatt a török hadsereg a téli hadjáratokban jobbára tatárokra támaszkodott.

A lengyel támadás miatt kénytelenek voltak nagyobb sereget kiállítani a törökök, de a télire forduló időjárás miatt a mediterrán éghajlathoz szokott török katonák nem bírták a harcot, a kozákokkal és tatárokkal ellentétben.
A janicsárok száma 18 ezer főt tett ki, de a hideg miatt nekik is csökkent a fizikai erőnlétük, ezért nyílt terepre öngyilkosság lett volna kiállniuk, mert a támadásokat egész biztosan képtelenek lettek volna kivédeni.
A török sereg számára a terep nem volt megfelelő, így a döntő támadást adó lovasság nem állhatott arcvonalra.
Ezen okok miatt a sereget vezető Husszein pasa úgy döntött, hogy megerősíti a táborát és onnan próbálja felmorzsolni a lengyeleket.

### Az ütközet menete
Sobieski november 9-én érte el a törököket. A fő ütközet előtt kisebb portyázások, vitézi párviadalok zajlottak le a két fél között. Egy nappal korábban a török egyik szárnyát képező havasalföldi ezredek átálltak a lengyelek mellé. Őket a Dnyesztertől délre állították fel, velük szemben a Chocim és Żwaniec közti magaslatokon állt a litván sereg.
Este a lengyelek megközelítették a tábort, amire a janicsárság heves muskétatűzzel felelt. A tábor bejáratát a lengyelek elfoglalták, továbbá egy másik kaput is, ahol igencsak heves harc bontakozott ki a törökkel.
A harc a következő napra is áttevődött, míg végül a további támadást a hetman másnapra szalasztotta. A leszálló esttel együtt kemény hideg is jött, amihez az oszmán katonák nem voltak hozzászokva. A törökök a lengyel töltéseket lövették mindössze ágyúval, de várható volt, hogy a közelharcban nem boldogulnak. Sobieski hagyta, hogy az éjjeli hideg megviselje Husszein embereit, akiknek harci kedve nagymértékben lelohadt és félelem fogta el őket. Bár a török alvezérek némelyike kirohanást, másikuk rendezett visszavonulást javasolt a Dnyeszterig, ahol ismét rohamra csoportosulhatnak össze. Husszein sokáig habozott, míg végül a had egy részével kiállt a lengyel lovasság elleni harcra, amíg a többi csapat felkészül az ellentámadásra.
A lengyelek rohamot indítottak, míg vagy 15 huszárzászlóalj hátramaradt, amely döntő támadást intézte volna a lengyel terv szerint. A harcban Sobieski is részt vett és mikor már az ütközet a tetőpontjára hágott, indult meg a huszárság rohama. A török lovasokat, köztük a szpáhikat legázolták. De a janicsárság mélyen tagozott arcvonala révén tartotta állásait, mígnem a lengyel-litván huszárság több támadás után megtörte őket is. A harcban közel nyolcezer janicsár elesett. Sok törököt a mély, sziklás szakadékokba szorítottak és ott lelték halálukat, amikor fejvesztett menekülésbe kezdtek a táborból.

## A veszteségek
A törökök seregük java részét, 30 ezer embert vesztettek, s Huszein több alvezére is holtan maradt a csatatéren. A lengyelek vesztesége néhány ezer fő lehetett, így az övéké sem csekély. A törökök gazdag zsákmányt hagytak hátra maguk után, köztük a pasa sátrát és rengeteg ágyút.

A lengyelek ezután azonnal a bevették Chocimot, s visszafoglalták a törökök által elvett összes várat.

## A következmények
Huszein pasa a vereségért selyemzsinórt kapott. Kamienec egyelőre török kézben maradt, mert Sobieski okosabbnak látta nem megostromolni, mivel eddigre a törökök jól megerősítették, s nem volt a lengyeleknek megfelelő számú tüzérsége és gyalogsága sem.
Sobieski a háború hátralevő részében Lwównál, majd Żurawnónál aratott győzelmet a török-tatár seregeken. A békében Kamienec kivételével a török elvesztette hódításait és Ukrajna is kikerült a szultán fennhatósága alól. Közben meghalt Ahmed nagyvezír, helyét Kara Musztafa vette át, aki a háborút az oroszok ellen folytatta (orosz–török háború (1676–81)). Ott azonban Dorosenko mindössze egy maroknyi kozákkal tudta segíteni az Ukrajnát dúló török-tatár sereget. A nagyvezír a jobb parti Ukrajnában is alulmaradt az orosz-ukrán-kozák hadakkal szemben.
Mihály lengyel király rövidesen elhunyt és a győzelemért Sobieskit választották új uralkodóvá.
Chocim későbbiekben is csaták színhelye, 1685-ben Sobieski újabb nagy diadalt arat a törökök felett, majd a 18. században is győzedelmeskednek az oroszok a törökökön ugyanitt.